# Message to Love (chanson)
Pour les articles homonymes, voir Message to Love: The Isle of Wight Festival.
Pistes de Band of Gypsys
Power to Love We Gotta Live Together
Message to Love est une chanson du musicien et chanteur américain Jimi Hendrix et interprétée avec sa formation Band of Gypsys composée du batteur Billy Cox. Elle apparait pour la première fois sur l'album live Band of Gypsys en mars 1970 sous le nom de Message of Love. Auparavant, elle avait été interprétée par une formation éphémère de Hendrix en ouverture du légendaire concert au festival de Woodstock le 18 août 1969 et apparait sur l'album live Live at Woodstock en 1999.

## Premières versions
Le premier enregistrement de Message to Love remonte à la session du 22 mai 1969 aux studios Record Plant sous le nom de Nine To The Universe. Accompagné par le bassiste Billy Cox et le batteur Buddy Miles avec qui ils formeront le trio Band of Gypsys quelques mois plus tard, Hendrix interprète une jam structurée. Cette version sera par la suite retravaillée post-mortem par le producteur Alan Douglas en 1980 pour une publication dans l'album posthume homonyme. La comparaison de la durée de la jam disponible sur les pirates avec celle de l'album officiel est édifiante : de 18:49, Douglas a réduit le titre à 8:46 ! Mais les cuts sont ici bienvenus car les passages édités sont pour la plupart inintéressants (guitare désaccordée, chant de Devon Wilson…). C'est le seul morceau de l'album où Hendrix chante brièvement. Musicalement, Nine To The Universe est très structuré : on reconnaît les rythmiques de Earth Blues puis de Message To Love. La première partie est très rythmique, laissant entendre des variations autour des deux principales figures rythmiques de la première composition avant quelques explorations en son clair. C'est après une long break de Buddy Miles en solo que Jimi lance le riff des couplets de Message To Love avant de partir dans un solo très saturé, avec des traits fantastiques. Mais l'interprétation a ses limites : Billy Cox et Buddy Miles ne varient pas leur jeu pendant qu'Hendrix improvise, caractéristique que l'on retrouvera dans le Band of Gypsys.
Plus tard, la chanson est travaillée sous le nom de Message to the Universe par la formation éphémère de Hendrix intitulé Gypsys, Sun & Rainbows composée du bassiste Billy Cox, du batteur Mitch Mitchell, du guitariste Larry Lee et les percussionnistes Juma Sultan et Jerry Velez début août 1969 en vue du concert au festival de Woodstock le matin du 18 août 1969 durant laquelle elle sera jouée. Après le concert, la formation se réunit fin août aux studios Hit Factory pour des sessions d'enregistrements qui ne seront pas productives, aboutissant à la fin du groupe. Pourtant, Message to the Universe a pu être enregistrée avant la séparation lors de la session du 28 août. Cette version ne paraitra qu'en 1997 dans l'album posthume South Saturn Delta.

## Enregistrements avec le Band of Gypsys et parutions
Quelques mois plus tard, la chanson est à nouveau présentée par la nouvelle formation de Jimi, Band of Gypsys lors des quatre concerts du 31 décembre 1969 et du 1er janvier 1970 au Fillmore East à New York à raison de deux concerts par soir, tous enregistrés. La chanson apparait lors des seconds concerts des soirées du 31 décembre et du 1 janvier, et c'est l'interprétation du dernier qui est par la suite retenue par Jimi pour figurer sur son quatrième album Band of Gypsys sous le nom de Message of Love. La version du second concert apparait avec l'intégralité des concerts dans le coffret Songs for Groovy Children : Live at the Fillmore East en 2019.
Tandis que le Band of Gypsys retourne plusieurs fois en studio pour travailler son répertoire et enregistrer le single Stepping Stone/Izabella, Jimi s'occupe en parallèle la sélection des chansons des concerts au Fillmore East et du mixage avec son fidèle ingénieur du son Eddie Kramer aux studios Juggy Sound. Les séances consacrées au mixage se déroulent les 14, 15, 16, 19 et 21 janvier, puis les 2, 5, 14, 15, 16 et 17 février 1970 et se terminent après la séparation du Band of Gypsys après un mauvais concert début février.
Entre-temps, le Band of Gypsys a pris le temps d'enregistrer une version studio de Message to Love lors des séances du 19 décembre 1969 et 20 janvier 1970 au Record Plant Studios, puis mixée le 22 août 1970 dans les nouveaux studios Electric Lady par Eddie Kramer dans le cadre des sessions de l'album First Rays of the New Rising Sun. Non conservée pour la version finale de l'album (car elle existait déjà sur l'album Band of Gypsys) qui ne sortira qu'en 1997 bien des années après la mort de Jimi, cette version sera par la suite intégrée dans le coffret West Coast Seattle Boy en 2010. Pourtant, Eddie Kramer publiera dix ans plus tôt un nouveau mixage de l'enregistrement du 19 décembre 1969 (sans les ajouts du 20 janvier 1970) seulement dans le coffret The Jimi Hendrix Experience Box Set en 2000.

## Équipe technique
- Jimi Hendrix : chant, guitare, production (sous le nom de Heaven Research)
- Buddy Miles : batterie, chant
- Billy Cox : basse, chœurs
- Wally Heider : ingénieur du son (assisté par Jim Robertson)
- Eddie Kramer et Jimi Hendrix : mixage (assistés par Jim Robertson)